# Daily Graphic

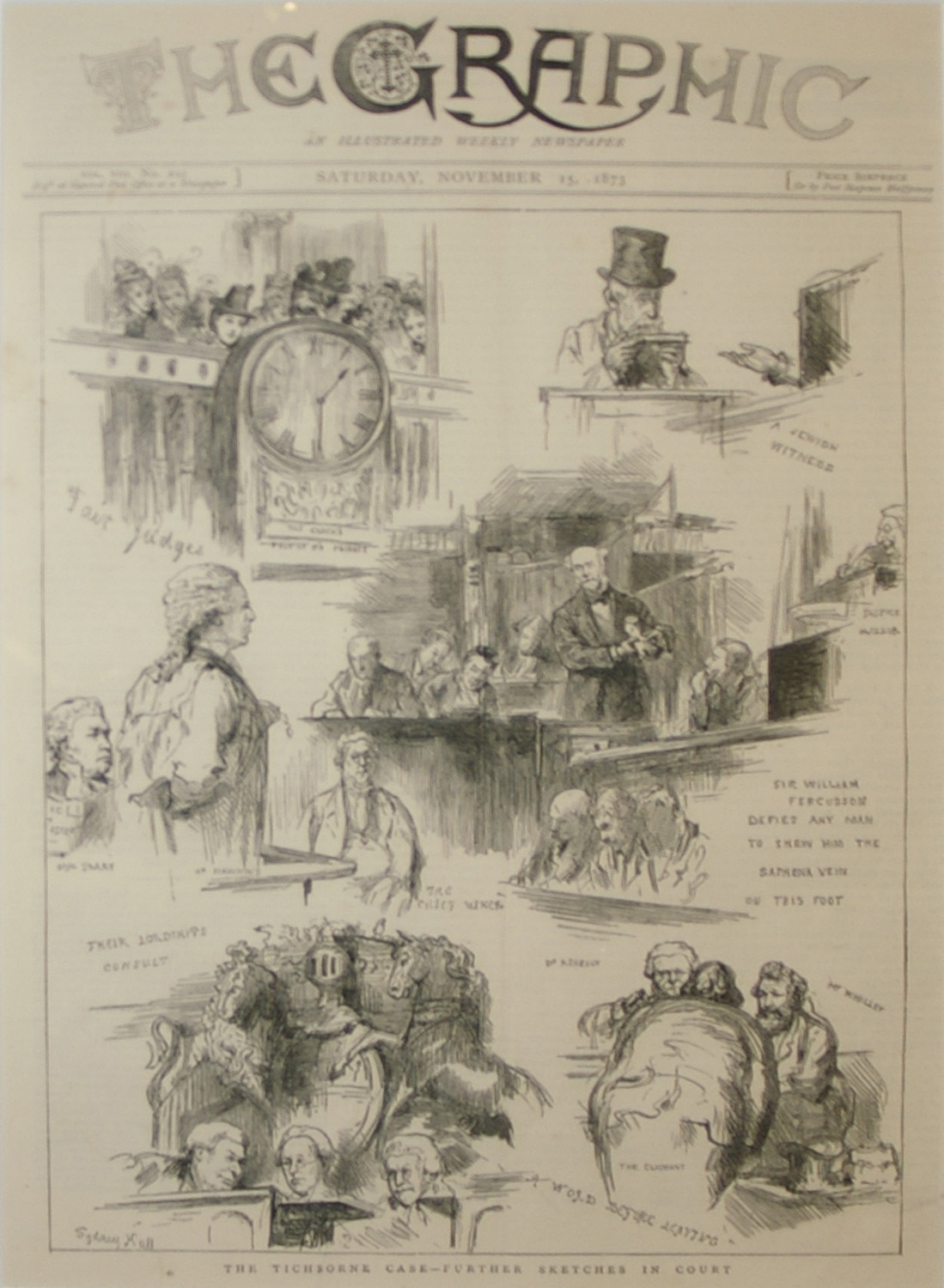
Primeira página do The Graphic durante o caso Tichborne em 1873

Daily Graphic ou The Graphic ou The Daily Graphic foi um jornal ilustrado semanal britânico, publicado pela primeira vez em 4 de dezembro de 1869 pela empresa Illustrated Newspapers Ltd. de William Luson Thomas. O irmão de Thomas, Lewis Samuel Thomas, foi co-fundador. A morte prematura deste último em 1872 "como um dos fundadores deste jornal, [e que] teve um interesse ativo em sua administração" deixou uma lacuna marcante no início da história da publicação. Foi criado como um rival do popular Illustrated London News.
A influência de The Graphic no mundo da arte foi imensa, seus muitos admiradores incluíam Vincent van Gogh e Hubert von Herkomer.
Ele continuou a ser publicado semanalmente com este título até 23 de abril de 1932 e então mudou o título para The National Graphic entre 28 de abril e 14 de julho de 1932; então cessou a publicação, após 3 266 edições. De 1890 a 1926, a empresa de Luson Thomas, HR Baines & Co., publicou The Daily Graphic.